# Burunduk Khan
Burunduk Khan fou kan dels kazakhs, fill de Karai Khan i successor del seu pare i de Djanibek Khan vers 1488. El seu cosí Kasim Khan (fill de Djanibek Khan) li va estar supeditat fins al 1509.
Sota el seu regnat va continuar la lluita contra els shibànides o uzbeks. L'historiador Khuandemir diu que Musa Khan, dels nogais, va enviar un emissari a Muhammad Shayban, kan dels uzbeks, i lli va oferir el tron de Desht Kipchak si hi anava. Shayban hi va anar i fou ben rebut per Musa Khan però el territori ofert estava en mans de Burunduk Khan que va reunir un gran exèrcit; Shayban va obtenir la victòria i Burunduk va haver de fugir però llavors Musa Khan no va complir la seva promesa amb la justificació que els seus amirs (generals, caps de tribus) s'hi oposaven.
El mateix historiador també informa que el 1494 Shayban i el seu germà Mahmud, després de sotmetre tot el Turquestan, es van enfrontar a Burunduk que s'havia presentat a Sabran; a instigació de l'amir Muhammad Terkhan, el poble de Sabran va fer presoner a Mahmud i el va lliurar a Kasim Khan, cosí de Burunduk que el va enviar escortat a Suzak, però es va poder escapar pel camí i es va poder reunir amb el seu germà a Otrar. Burunduk va estar un temps lluitant a Sabran però finalment, després d'alguns combats, va ajustar la pau i va retornar als seus dominis.
Poc després els kazakhs es van aliar al kan de Mogolistan (que devia ser Mansur Khan ibn Ahmad, que va governar a Turfan del 1503 al 1545 però fou kan de Mogulistan del 1508 al 1514) i van atacar Otrar, però es van acabar retirant. Shayban llavors va marxar contra els kazakhs que tenien el seu campament a l'Ala Dagh (potser Ala Tau) però finalment es va acordar la pau i el fill de Shayban, Muhammad Timur Sultan es va casar amb una germana de Burunduk.
L'hivern del 1507 els kazakhs van atacar Transoxiana i Shayban els va combatre i refusar. El 1509 van tornar i altre cops foren rebutjats. Es diu que en aquest temps l'autoritat efectiva al kanat va passar a Kasim Khan, el cosí de Burunduk. Els kazakhs disposaven d'una força de 200.000 homes. Shayban va acampar l'hivern a Kuruk, i va enviar un contingent als dominis kazakhs, però al saber que Kasim marxava a Kuruk amb un exèrcit, el contingent es va retirar i va crear el pànic a l'exèrcit uzbek i sense fer cas a les ordes es van desbandar. La major part de l'exèrcit va tornar a Samarcanda. Shayban es va retirar a Khurasan.
Segons el Tarikh-i Rashidi Burunduk fou enviat a l'exili a Samarcanda on va morir en data incerta.